# Папе, Иосиф
Иосиф Папе (правильнее Йозеф; 4 апреля 1831, Эслоэ — 16 мая 1898, Бюрен) — германский юрист и поэт.

## Биография
Родился в семье фермера, который умер вскоре после его рождения, после чего его мать переехала к брату мужа, служившему приходским священником, а после смерти последнего в 1841 году — к ещё одному его брату, бывшему известным в округе пастором. Образование Йозеф Папе получил сначала в церковной гимназии, затем в Лаурентиануме в Арнсберге (там же начал писать стихи); в 1849 году получил аттестат зрелости с отличием, после чего поступил изучать право в Мюнхенский университет, в 1850 году перешёл в Тюбингенский, а ещё спустя год — в Берлинский. В 1853—1857 годах был секретарём суда в Арнсберге. В 1857 году получил право заниматься адвокатской практикой. В 1861 году женился и поселился в Хильшенбахе, став там адвокатом и нотариусом. Страдал от базедовой болезни и в 1866 году по семейным обстоятельствам переселился в Бюрен, где работал в окружном суде. В 1885 году получил ранг советника юстиции. Скончался после продолжительной болезни.
Как в своих эпических поэмах «Der treue Eckart» (1854), «Schneewittchen vom Gral» (1856), так и в «Gedichte» (1857) и в трагедиях «Friedrich von Spee» (1857), «Herzog Konrad» (1859) и др. придерживался католического мировоззрения. Другие известные работы: «Aus verschiedenen Zeiten» (1868), «Das apokalyptische Weib und ihr Herrschersohn» (1868), «Aus dem Leben eines deutschen Patrioten» (1869), «Das Liebespaar v. Andernach» (1870), «Dem Vaterlande» (1869), «Vaterländische Schauspiele» (1875), «Jut’m Siuerlanne» (1878), «Das Lied von der Welt Zeiten» (1885), «Das Kaiser-Schauspiel» (1886), «Die deutsche Singmesse» (1885).